# Wygoziero
Wygoziero (ros Выгозеро, karelski Uikujärvi) – jezioro w północno-zachodniej Rosji, w należącej do tego państwa Republice Karelii, w rejonie siegieżskim. Na Wygozierze znajduje się ok. 500 wysp.
Jezioro jest wykorzystywane do połowu ryb.
Jezioro powstało w 1933 przez spiętrzenie wód rzeki Wyg i stało się częścią drogi wodnej łączącej Bałtyk z Morzem Białym – Kanału Białomorsko-Bałtyckiego.